# Strada A12 (Gran Bretagna)
La strada A12 (in inglese A12 road) è una delle principali strade di categoria A britanniche. Corre in direzione nord-est/sud-ovest tra Londra e la città costiera di Lowestoft, nell'area nord-orientale del Suffolk.
Tra l'interconnessione con la motorway M25 e la strada A14, la strada A12 fa parte della strada europea E30, benché questa informazione non segnalata (prima del 1985 era la E8).
Un tratto della strada tra Lowestoft e Great Yarmouth è diventato parte della strada A47 nel 2017.

## Storia
La strada A12 fu istituita nel 1922 come parte del sistema di numerazione delle strade della Gran Bretagna. Inizialmente, il percorso andava da Stratford a Gallows Corner, lungo l'attuale strada A118, per poi proseguire fino a Great Yarmouth.

La sezione all'interno dei confini della Grande Londra fu modificata negli anni quaranta del XX secolo, deviando su Eastern Avenue, ed estesa fino a seguire il percorso attuale dal Blackwall Tunnel lungo la East Cross Route, e infine collegata alla motorway M11 nel 1999.
Il percorso di questa strada è sempre stato di grande importanza, con Old Ford come punto di attraversamento celtico del fiume Lea. I Romani modificarono il percorso, creando una strada lastricata da Londra a Colchester, che divenne parte dell'Inter V sull'Itinerarium Antonini.
Nel 1110, l'attraversamento del fiume Lea fu spostata nella sua posizione attuale a Bow, con la costruzione di un ponte a tre archi voluto dalla moglie di Enrico I, Matilde di Fiandra.
Nel 1785 fu istituito il "Ipswich to South Town and Bungay Turnpike Trust" per gestire il percorso tra Ipswich e Great Yarmouth, fino alla sua chiusura nel 1872, con l'arrivo della ferrovia Ipswich-Lowestoft. Dopo la chiusura del trust, la gestione passò ai consigli parrocchiali, poi ai consigli delle contee nel 1889.

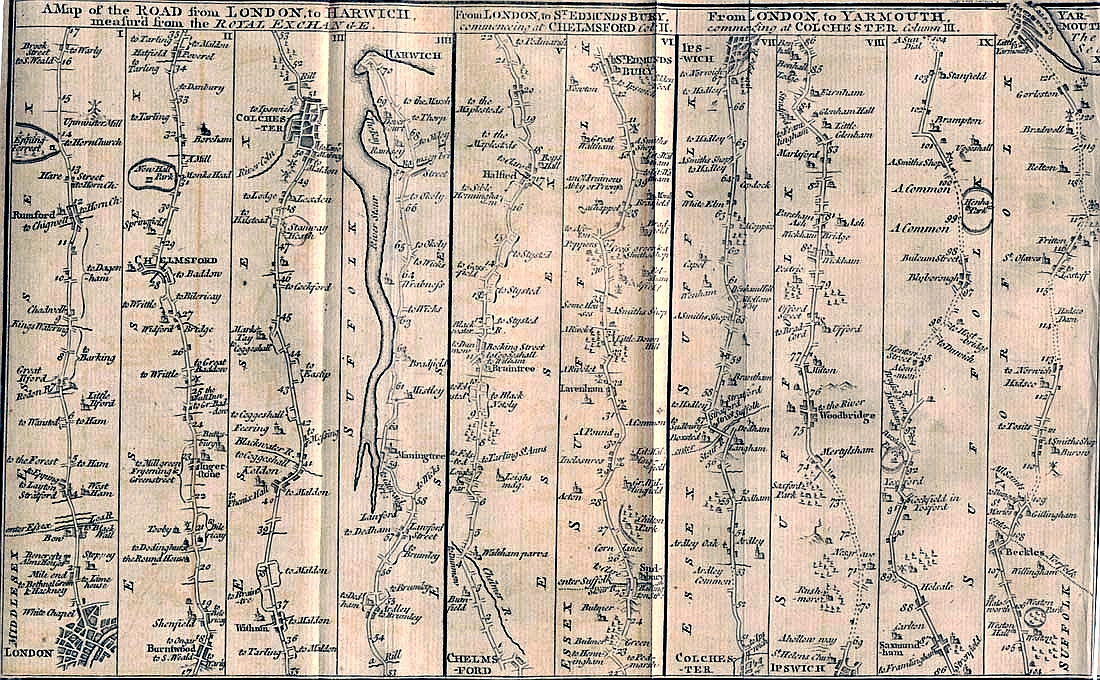
La mappa del 1776 di John Gibson di una strada da Londra a Great Yarmouth. Il percorso originale della A12 seguiva principalmente questo tracciato, in particolare la Roman Road tra Londra e Colchester

Un nuovo tratto della A12, noto come "M11 link road", fu costruito negli anni novanta del XX secolo e aperto nel 1999, nonostante una forte protesta pubblica. Questo tratto era stato inizialmente proposto nel 1903 e, dopo numerose inchieste pubbliche e sfide legali, i lavori iniziarono.
Nel 2000 è stato avviato uno studio sul traffico tra Londra e Ipswich, con risultati resi noti nel 2002.
Nel 2008 sono stati effettuati miglioramenti al raccordo tra la strada A12 e la motorway M25 per aumentare la capacità delle rampe di accesso, specialmente per il traffico proveniente dalla M25 in direzione nord.

Nello stesso anno, il ponte basculante di Lowestoft, costruito nel 1972, è stato ristrutturato.
Nel 2008, il Consiglio di Contea dell'Essex ha condotto un'inchiesta sulla strada, avviando i lavori per un nuovo raccordo a Cuckoo Farm, presso Colchester, che è stato completato nel 2010.

Nel 2011, il raccordo di Copdock è stato allargato per migliorare il flusso di traffico. Un altro progetto di ampliamento tra Chelmsford e l'incrocio con la strada A120 è previsto per il 2023/2024, con completamento intorno al 2028.

## Percorso
Partendo appena a nord del Blackwall Tunnel, dove si collega alla fine alla strada A102, si dirige a nord attraverso Bow e Hackney Wick, poi a nord-est attraverso Leyton e Romford, quindi nell'Essex, passando per Brentwood e Colchester.
Nel Suffolk, passa per Ipswich e Saxmundham e poi segue la costa attraverso Lowestoft, dove la strada A12 termina innestandosi nella strada A47.

## Gestione
La gestione della strada A12 è affidata, all'interno del territorio della Grande Londra, all'Autorità della Grande Londra (tramite Transport for London).
Il tratto tra Brentwood e Ipswich è classificato come strada principale ed è gestito da Highways England, mentre quello tra Ipswich e Lowestoft è stato declassato nel 2001 e affidato al Consiglio di Contea del Suffolk.